# 蒙提·唐
蒙提·唐，OBE（英語：Monty Don，1955年7月8日—），英國電視節目主持人，園藝作家及倡導者，憑藉電視節目《園藝世界》廣為觀眾認識。

## 早年生活
蒙提生於西柏林，父親丹尼斯·T·K·唐（Denis T.K. Don）是一名駐德士兵。母親是珍妮特·蒙塔古（Janet Montagu），婚前姓懷亞特（Wyatt）。他的祖父母都是蘇格蘭血統，其祖先包括蘇格蘭裔植物學家喬治·唐和邓迪的基勒家族（基勒柑橘酱的發明人）。外祖父則來自顯赫有名的建築師世家懷亞特家族。